# Milcov
Milcov es una comuna ubicada en el distrito de Olt, Rumania.

## Superficie
Posee una superficie de 24,53 kilómetros cuadrados.

## Demografía
Hasta 2021 la población era de 1595 habitantes, con una densidad de población de 65,02 habitantes por kilómetro cuadrado.